# Nederlandse Poëzie
Komrijs Nederlandse Poëzie, voluit: Nederlandse Poëzie van de 19de t/m de 21ste eeuw in 2000 en enige gedichten, waarvan op 28 januari 2004 de 13e (gebonden) en 14e (paperback) druk verschenen, is een van de bekendste bloemlezingen van poëzie na 1800. 
De eerste versie verscheen in 1979, en heette toen nog "De Nederlandse poëzie van de 19de en 20ste eeuw in duizend en enige gedichten". Het boek bevatte relatief weinig gedichten van dichtersgroep de Vijftigers. Enkelen van hen spanden zelfs een rechtszaak aan tegen Komrij. 
Veel publicerende dichters ontlenen hun status aan het al dan niet vermeld staan in de Dikke Komrij, zoals het boek ook wel wordt genoemd. Met name het aantal geciteerde gedichten is statusverhogend.
De samensteller verraste door in de jongste druk (de laatste die hij verzorgde) naast gerenommeerde dichters enkele zogenaamde podiumdichters op te nemen.